# Cirillo Luna
Cirillo de Freitas Luna (Campos dos Goytacazes, 04 de janeiro de 1983) mais conhecido como Cirillo Luna, é um ator brasileiro.

## Biografia
Cirillo Luna começou a fazer teatro na Casa das Artes de Laranjeiras (CAL), enquanto cursava Odontologia, na Universidade Federal Fluminense. Após sua formação, gradua-se em Artes Dramáticas pela UniverCidade, em 2010.

## Filmografia

### Televisão
| Ano     | Título                   | Personagem        | Notas                                              |
| ------- | ------------------------ | ----------------- | -------------------------------------------------- |
| 2005    | Belíssima                | Cássio            |                                                    |
| 2009    | Viver a Vida             | Pedro             |                                                    |
| 2009    | Malhação                 | Átila             |                                                    |
| 2013    | Joia Rara                | Heitor (Jovem)    |                                                    |
| 2013    | Uma Rua Sem Vergonha     | Daniel            |                                                    |
| 2015    | Milagres de Jesus        | Gabriel           | Episódio :"A Mulher Samaritana"                    |
| 2016    | Ligações Perigosas       | André             |                                                    |
| 2016    | 220 Volts                | Cirilo            |                                                    |
| 2017    | Novo Mundo               | William           |                                                    |
| 2018    | Deus Salve o Rei         | Selésio           |                                                    |
| 2018    | Detetives do Prédio Azul | Thor              | Episódio: "O Martelo Misterioso"                   |
| 2018    | Os Suburbanos            | Genemilton        | Episódio: "Pague Para Assinar, Reze Para Cancelar" |
| 2019    | Shippados                | Mateus Willian    | Episódio: "Você shippa?"                           |
| 2019    | Verão 90                 | Marco Aurélio     |                                                    |
| 2020-21 | Salve-se Quem Puder      | Gael Andrade      |                                                    |
| 2021    | Gênesis                  | Esaú              |                                                    |
| 2022-23 | Reis                     | Davi              |                                                    |
| 2025    | Paulo, O Apóstolo        | Herodes Agripa II |                                                    |

### Cinema
| Ano  | Título                                | Personagem             |
| ---- | ------------------------------------- | ---------------------- |
| 2025 | Ato Noturno                           | Rafael                 |
| 2021 | Noites de Alface                      | —                      |
| 2021 | Hermanoteu na Terra de Godah: O Filme | Soldado romano         |
| 2019 | Jorginho Guinle: $ó se Vive uma Vez   | Mordomo                |
| 2016 | O Escaravelho do Diabo                | Hugo Maltese           |
| 2010 | Assalto ao Banco Central              | Policial               |
| 2010 | Km 23                                 | Namorado               |
| 2009 | OSS 117 : Rio ne répond plus          | Hippie "Pomme d'Amour" |

## Teatro[10]
| Ano  | Título                     | Direção                                |
| ---- | -------------------------- | -------------------------------------- |
| —    | Os Ruivos                  |                                        |
| —    | Medeia                     |                                        |
| —    | Uma História de Borboletas |                                        |
| 2011 | Um Violonista no Telhado   | Charles Möeller e Cláudio Botelho      |
| 2013 | Quebra-Ossos               | Alexandre Mello                        |
| 2017 | Paralelamente              | Lisa E. Favero e João Rodrigo Ostrower |

## Prêmios e indicações
| Ano  | Prêmio                     | Categoria                               | Indicação | Resultado |
| ---- | -------------------------- | --------------------------------------- | --------- | --------- |
| 2023 | Troféu AIB de Imprensa     | Melhor Ator                             | Reis      | Indicado  |
| 2023 | Premios Produ              | Melhor Ator Principal - Telenovela      | Reis      | Pendente  |
| 2023 | Prêmio ArteBlitz de Novela | Melhor Ator Protagonista (voto popular) | Reis      | Venceu    |
| 2023 | Prêmio Área VIP            | Melhor Ator                             | Reis      | Pendente  |